# Basildon
Basildon è una città di circa 115 955 abitanti nella contea dell'Essex meridionale, nell'Inghilterra sud-orientale (Regno Unito), a circa 43 km a est di Londra.

## Storia
La prima menzione di Basildon è contenuta nel Domesday Book come Belesduna. il nome Basildon potrebbe derivare dall'antico nome proprio anglo-sassone Boerthal e dal termine dun, che significava collina. Il nome ha subito diverse variazioni nei secoli, essendo riportato nei documenti come Berdlesdon, Batlesdon e Belesduna.
Fino alla fine degli anni '40 del XX secolo la cittadina era costituita da quattro villaggi agricoli (Laindon/Langdon Hills, Lee Chapel, Pitsea e Vange). Dopo la fine della Seconda guerra mondiale, fu inserita nelle New Town destinate a essere ricostruite ex novo per accogliere in maniera ordinata e organica i residenti dei quartieri di Londra più fatiscenti e sovraffollati.
All'inizio degli anni '60 Basildon comprendeva 10 quartieri: Pitsea, Laindon, Langdon Hills, Vange, Lee Chapel South, Lee Chapel North, Fryerns, Ghyllgrove, Barstable e Kingswood. Nel marzo del 1964 erano state completate circa 12 000 abitazioni di cui 1 240 per iniziativa privata. Lo sviluppo continuò negli anni '70 con il completamento e l'apertura di una sala cinematografica (1971), di un ospedale (1973) e della stazione ferroviaria (1974).
Negli anni '80 e '90 sono stati realizzati un centro commerciale (l'Eastgate indoor shopping centre) e un centro divertimenti (il Festival Leisure Park). Città in cui si formò il famoso gruppo synth pop Depeche Mode, nel 1999 Basildon ha festeggiato il suo cinquantesimo anniversario ricevendo la visita della regina Elisabetta e del Duca di Edimburgo che hanno inaugurato la nuova torre nella St. Martin's Square.

## Economia
Basildon ha un settore industriale piuttosto sviluppato. Durante la costruzione delle New Town, il governò sussidiò le aziende che avessero deciso di aprirvi stabilimenti. Tra le società coinvolte ci furono Ford Motor Company che aprì nel 1964, Carreras Tobacco Company, la cui manifattura fu attiva dal 1959 al 1984, l'industria cosmetica Yardley of London tra il 1966 e il 1998, Gordon's Gin tra il 1984 e il 1998 nonché GEC-Marconi, ancora attiva come Leonardo MW.
Le aree industriali sono situate a Laindon, Cranes Farm Road e Burnt Mills. Cranes Farm Road, in precedenza Ford, è attualmente sede produttiva di trattori della CNH. Nel 2015 è stato aperto un centro di consegna di Amazon su Christopher Martin Road.
Un centro di elaborazione dati della società di trading IntercontinentalExchange è situato a Gardiners Lane dove in precedenza c'era una fabbrica di attrezzature antincendio di Johnson Controls.
Nel 2017, Costa Coffee ha aperto una torrefazione della capacità annua massima di 45.000 tonnellate, ritenuta la maggiore d'Europa.

## Infrastrutture e trasporti

### Strade

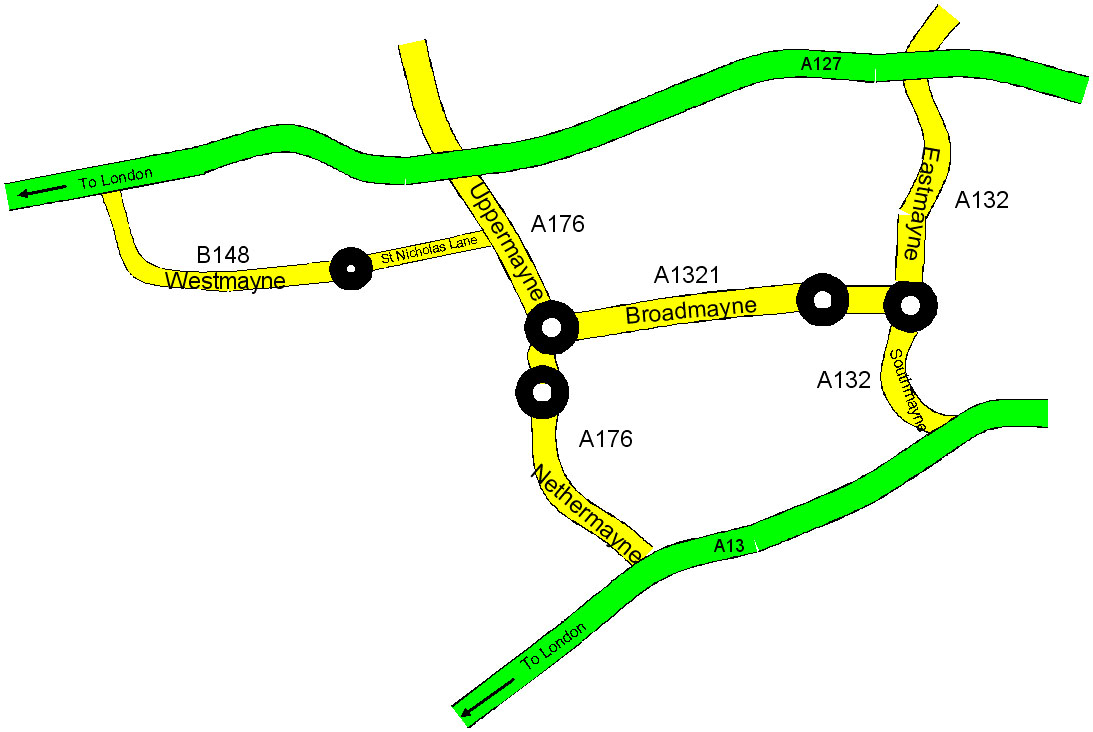
Schema delle 'Mayne' roads

Le due strade principali da Londra a Southend, la A13 e la A127, passano a sud e a nord della città e sono importanti vie di trasporto agevolmente collegate all'autostrada M25 e al resto della rete. La A13 dà accesso alle località di Pitsea e Vange, la A127 al centro città e a Laindon.
All'interno dell'area urbana ci sono sei strade principali collegate alla A13 e alla A127, ognuna include 'mayne' nel proprio nome: Nether Mayne, Upper Mayne, South Mayne, Broadmayne, e West Mayne.

### Ferrovie
Il primo servizio ferroviario iniziò nella seconda metà del XIX secolo verso Pitsea (1856) e Laindon (1888), ma rimase piuttosto limitato per essere rafforzato solo con lo sviluppo del piano delle New Towns.
La città possiede tre stazioni sulla linea tra Londra e Tilbury/Southend: Pitsea, Basildon e Laindon, tutte operate dalla compagnia c2c con treni da Fenchurch Street a Southend/Shoeburyness; i treni da Basildon a Laindon transitano via Upminster.
Le linee sono utilizzate soprattutto dai pendolari che si spostano quotidianamente a Londra.

### Bus
La maggior parte delle corse è gestita dalla First Essex e collega Basildon a Billericay, Wickford e altre località vicine. le restanti corse sono operate da Stephensons of Essex e NIBS Buses.

## Amministrazione

### Gemellaggi
- Meaux
- Heiligenhaus
- Gweru